# Citarabina
La citarabina, també coneguda com a citosina arabinòsida (ara-C), és un antineoplàstic usat per tractar la leucèmia mieloide aguda (AML), la leucèmia limfocítica aguda (ALL), la leucèmia mielògena crònica i el limfoma no hodgkinià. Es dona per injecció en una vena, sota la pell o en el líquid cefalorraquidi. Hi ha una formulació liposomal per a la qual hi ha proves provisionals de millors resultats quan el limfoma afecta les meninges.
Els efectes secundaris comuns inclouen la supressió de la medul·la òssia, vòmits, diarrea, problemes hepàtics, erupció cutània, formació d'úlceres a la boca i sagnat. Altres efectes secundaris greus inclouen la pèrdua de consciència, malalties pulmonars i reaccions al·lèrgiques. L'ús durant l'embaràs pot perjudicar el nadó. La citarabina es troba en les famílies dels medicaments antimetabòlits, més concretament dels anàlegs de desoxinucleòsids. Funciona bloquejant la funció de l'ADN polimerasa.
El citarabina va ser patentada el 1960 i aprovada per a ús mèdic el 1969. Es troba en la llista model de Medicaments essencials de l'Organització Mundial de la Salut, els medicaments més eficaços i segurs necessaris en un sistema sanitari.